# McKay Coppins
McKay Coppins (Massachusetts, 2 de febrero de 1987) es un periodista y autor estadounidense que es miembro de redacción de The Atlantic. En 2012, Coppins fue uno de los expertos en medios de la lista «30 Under 30» de la revista Forbes y figura junto con otros tres jóvenes periodistas de BuzzFeed News como uno de los «diez reporteros destacados de 2012» de Politico. Es un colaborador habitual en CNN y MSNBC.
Coppins se crio en Holliston, Massachusetts. Se graduó de la Universidad Brigham Young (BYU), donde fue editor del periódico estudiantil de BYU, The Daily Universe.

## Carrera profesional
Coppins comenzó su carrera en Newsweek y publicó la historia de que Jon Huntsman renunciaría a su cargo de embajador y se postularía para presidente.
Coppins se unió a BuzzFeed para cubrir la carrera presidencial de 2012, convirtiéndose en una fuente importante sobre la fe de La Iglesia de los Santos de los Últimos Días (mormones) del candidato republicano, el exgobernador de Massachusetts Mitt Romney. En el período previo a las primarias presidenciales de 2016, Coppins se vio envuelto en una disputa pública en Twitter con el candidato republicano Donald Trump después de escribir artículos que sugerían que Trump estaba realizando una campaña «falsa» y que era una «farsa»; Trump en respuesta lo llamó una «verdadera basura sin credibilidad» y un «vago deshonesto». En noviembre de 2016, anunció que dejaría BuzzFeed para unirse a The Atlantic como miembro de redacción.
En 2015, Coppins publicó The Wilderness: Deep Inside the Republican Party's Combative, Contentious, Chaotic Quest to Take Back the White House. Walter Russell Mead revisó favorablemente el libro en Foreign Affairs, escribiendo que fue «de fuentes amplias y escrito de manera convincente».

## Vida personal
Coppins es miembro de la La Iglesia de Jesucristo de los Santos de los Últimos Días, en la que sirvió en una misión de tiempo completo, y con frecuencia ha escrito sobre su fe. Él y su esposa se casaron en 2009 y tienen tres hijos.